# T11 ex-Prusse
Pour les articles homonymes, voir T11.

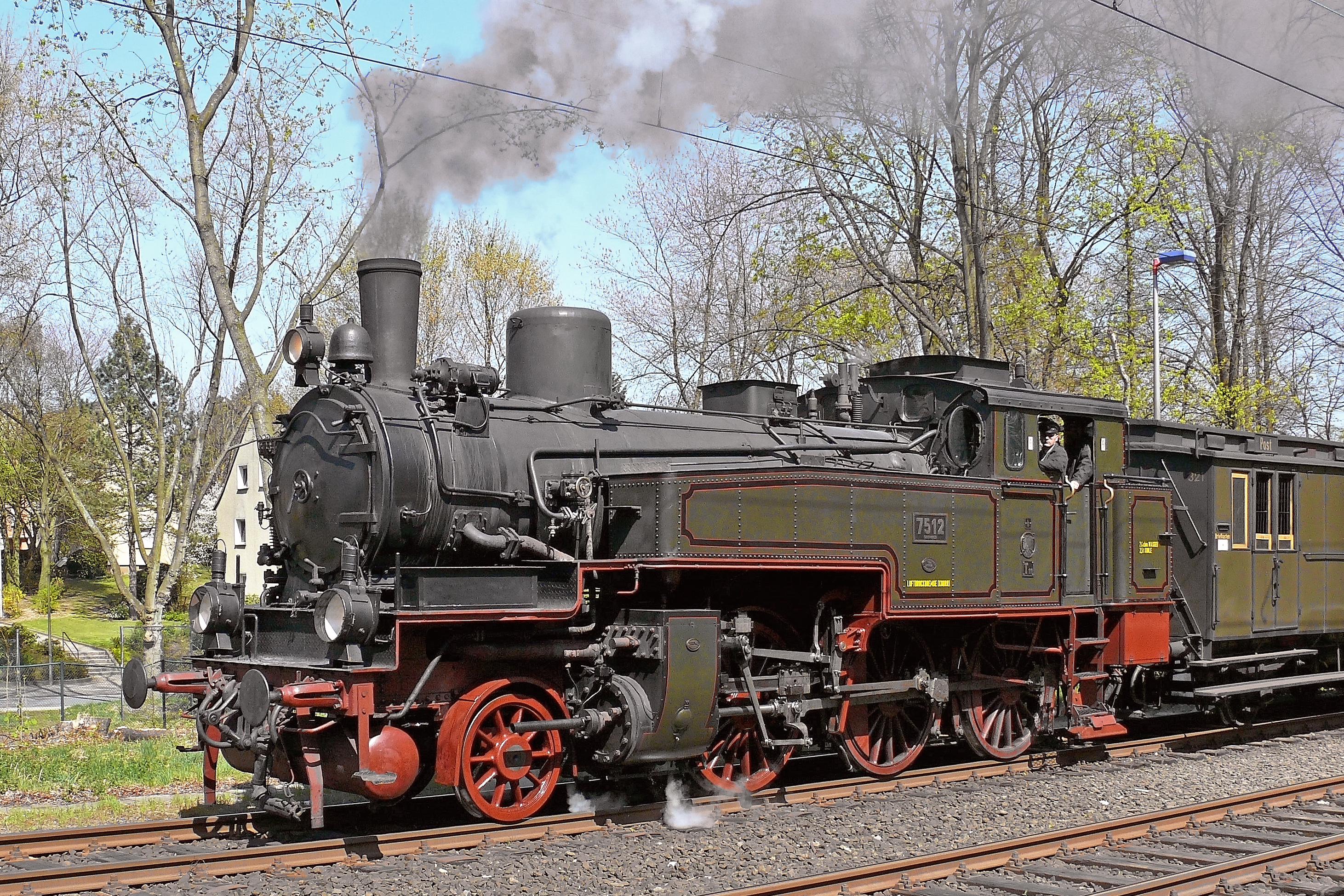
T 11 "7512 Hannover" à Bochum-Wattenscheid (2010)

Les T11 sont des locomotives à vapeur de disposition d'essieux : 130 d'origine prussienne. Elles ont été construites entre 1903 et 1911 pour les Chemins de fer royaux de la Prusse (KPEV) à 470 exemplaires. D'aspect général, ces locomotives-tender sont très proches des T9.3, en étant plus lourdes et légèrement plus puissantes. 141 de ces locomotives ont été attribuées dès leur construction au S-Bahn de Berlin où elles subiront la concurrence des T12 à partir de 1905.
Les T12 sont un développement des T11 qui se différencient par l'emploi de la surchauffe et des cylindres agrandis.
En Allemagne, les T11 ont été immatriculées par la DRG dans la série 74 sous les numéros 74 001 à 74 358. Près de 200 T11 fut radiées dans les années 1920 et 1930 lorsque les T12, plus puissantes, furent chassées du S-bahn berlinois lorsque celui-ci fut électrifié.
Après 1945, il en restait une centaine, répartie entre les deux Allemagnes ; les dernières ont disparu en RDA vers 1965. La T11 No. 7512 Hannover (74 231) est preservée au Musée ferroviaire de Minden, la 74 104 en Pologne.

## T11 7300 et 7301 (AL)
Ces deux locomotives ont été attribuées au réseau ferroviaire d'Alsace-Lorraine au titre des prestations d'armistice en 1919. Elles avaient été construites respectivement par Vulkan Werke (Stettin, Prusse) en 1904 et Union Giesserei (de) (Königsberg, Prusse) en 1905.
Elles ont toutes les deux été réformées en 1933.

## 5751 à 5773 (PLM)
Ces 23 locomotives ont été attribuées à la Compagnie du chemin de fer Paris-Lyon-Méditerranée au titre des prestations d'armistice de 1918. Elles furent immatriculées 5751 à 5773 puis 130 BT 1 à 20, 22 et 23 en 1924. En 1938 il ne restait plus que 7 machines[réf. nécessaire] qui furent numérotées 5-130 TB entre 4 et 23 par la SNCF. Au sortir de la Seconde Guerre mondiale en 1945, une locomotive (74 365) resta en Allemagne de l'Est et roula jusqu'en 1963, les 7 survivantes[réf. nécessaire] furent mutées sur la région Est en étant réimmatriculées 1-130 TC entre 504 et 523. Elles furent affectées dans les dépôts de l'ex AL jusqu'à leur réforme intervenue en 1952.

## CFS 91
Cette locomotive construite par la société Lokomotivfabrik Hohenzollern en 1909 fut affectée au dépôt de Provins pour le compte des Chemins de fer Secondaire du Nord-Est.

## Les T11 enBelgique
La commission d’armistice attribua vingt-trois T11 à la Belgique où elles furent mises en service sur les Chemins de fer de l’État belge. Elles restèrent hors type et furent radiées en 1923,.

## Caractéristiques
- Pression de la chaudière : 12 kg/cm2
- Diamètre des cylindres : 480 mm
- Diamètre des roues motrices : 1 500 mm
- Diamètre des roues du bissel : 1 000 mm
- Capacité des soutes à eau : 7,4 m3
- Capacité de la soute à charbon : 2,5 t
- Masse en ordre de marche : 62,9 t
- Masse adhérente : 47,9 t
- Longueur hors tout : 11,19 m
- Vitesse maxi en service : 80 km/h